# Rediu (okręg Neamț)
Rediu – wieś w Rumunii, w okręgu Neamț, w gminie Rediu. W 2011 roku liczyła 1918 mieszkańców.